# Henri III de Głogów
Pour les articles homonymes, voir Henri et Henri III.
Henri III de Głogów (en polonais Henryk III Głogowczyk), de la dynastie des Piasts, est né entre 1251 et 1260, et mort le 9 décembre 1309. Il est le fils aîné de Conrad II de Głogów et de Salomé de Grande-Pologne, la fille de Ladislas Odonic. 
Il a été duc de Głogów (1273/1274 - 1309) et duc de Grande-Pologne (1306 - 1309).

## Collaboration avecHenriIVle Juste
Lorsque son père décède en 1273/1274, Henri III de Głogów n’est pas encore majeur. Il entre dans l’arène politique en 1277 quand, en compagnie de Przemysl II de Grande Pologne et des chevaliers du duché de Wrocław, il prend part à l’expédition militaire contre Boleslas II le Chauve qui avait enlevé son neveu Henri IV le Juste et l’avait enfermé dans son château de Legnica. Les coalisés, que la Bohême ne soutient pas militairement, sont écrasés le 24 avril 1277 par l'armée du duché de Legnica, dirigée par Henri V le Gros, le fils de Boleslas II le Chauve. Un an plus tard, Henri III de Głogów prend sa revanche en se battant dans le camp de Rodolphe Ier de Habsbourg qui écrase Ottokar II de Bohême. Toujours en 1278, les possessions de son père sont partagées entre lui et ses frères. Henri III reçoit le duché de Głogów (principales villes : Głogów, Bytom Odrzański et Kożuchów), Przemko de Ścinawa reçoit le duché de Żagań (principales villes : Żagań et Nowogród Bobrzański) et Conrad II le Bossu reçoit le duché de Ścinawa.

## Allié d'HenriIVle Juste
En février 1281, Henri III, Henri V le Gros et Przemysl II de Grande Pologne sont invités par Henri IV le Juste. Celui-ci, rompant avec toutes les règles de l’hospitalité, les emprisonne et ne les relâche qu’en échange de la promesse qu’ils le soutiendront systématiquement. Ce qui est étonnant, c’est que ce serment arraché sous la contrainte n’a pas été renié. Ainsi, Henri III et son frère Przemko soutiennent Henri IV le Juste dans son conflit avec l’évêque de Wrocław Thomas II Zaremba. Ce n’est qu’après la mort d’Henri IV le Juste que les relations entre Henri III et l’Église se normaliseront.

## La mort d’HenriIVle Juste et l’exécution de son testament
En 1288, Henri IV le Juste, soutenu par le duc Henri III de Głogów, s’empare du trône de Cracovie. Le 23 juin 1290, Henri IV le Juste meurt empoisonné. Dans son testament, il a désigné Henri III Głogów pour lui succéder en Basse-Silésie. Les bourgeois et les nobles de Wrocław n’acceptent pas Henri III comme souverain et celui-ci, devant la révolte, doit s’enfuir en juillet 1290. La population de Wrocław offre le trône à Henri V le Gros, le duc de Legnica. Henri III de Głogów ne se résigne pas à perdre la Basse-Silésie et un conflit de longue durée s’ouvre avec Henri V le Gros pour la possession du duché de Wrocław. 

## La guerre avecHenriVle Gros et son emprisonnement
Déjà à la fin de 1290, Henri III de Głogów oblige Henri V le Gros à lui restituer une partie du duché de Wrocław, avec les villes de Krosno nad Odrą, Chojnów, Bolesławiec, Gościszów, Nowogrodziec, Ścinawa, Wińsko, Syców, Uraz, Trzebnica, Milicz et Sądowel.
Les deux camps commencent à se chercher des alliés. Henri III de Głogów se lie avec Albert, le duc de Brunswick-Lunebourg et épouse sa fille Mathilde en mars 1291. Il s’allie aussi avec Othon IV, le margrave de Brandebourg, de la dynastie des Ascaniens, ainsi qu’avec Przemysl II de Grande Pologne. Avec ce dernier, il arrive aussi à un accord selon lequel il sera son successeur en Grande Pologne si Przemysl II n’a pas de descendant masculin. En contrepartie, il a sans doute fait un serment d’allégeance au duc de Grande Pologne. 
De son côté, Henri V le Gros renforce ses liens avec Venceslas II de Bohême. Parallèlement, il renforce sa position à Wrocław en éliminant tous ses opposants politiques. 
Au début novembre 1293, Henri III réussit à faire enlever Henri V le Gros et à l’emprisonner pendant 6 mois dans son château de Głogów, dans des conditions très difficiles, jusqu’au moment où celui-ci accepte de lui céder une grande partie de son duché (avec les villes de Namysłów, Bierutów, Oleśnica, Kluczbork, Byczyna, Wołczyn, Olesno, Chojnów et Bolesławiec) et de lui verser la somme de 30 000 marks. Après son retour de captivité, Henri V le Gros n’arrive pas à se remettre de ses difficiles conditions de captivité et décède au début du mois de février 1296.

## Le décès dePrzemyslIIet sa succession en Grande Pologne
Przemysl II, le duc de Grande Pologne, devenu roi de Pologne en 1295, décède également ce même mois de février 1296. L’alliance entre Henri III de Głogów et la Grande Pologne s’était terminée en 1293, quand Przemysl II s’était rapproché de Ladislas Ier le Bref, le duc de Cujavie. 
La Grande Pologne choisit Ladislas Ier le Bref pour succéder à Przemysl II, mais Henri III veut faire valoir ses droits sur le trône de Grande Pologne qui lui avait été promis en 1290. Les deux parties trouvent un accord le 10 mars 1296, grâce notamment à l'intervention de Jan Gerbicz. Henri III de Głogów reçoit toute la région au sud de l’Obra. De plus, Ladislas Ier le Bref adopte Henri IV le Fidèle, le fils d’Henri III de Głogów, à qui il promet d’offrir, lorsque celui atteindra l’âge de sa majorité, le duché de Poznań. Et si Ladislas décède sans descendance, Henri IV le Fidèle héritera de toute la Grande Pologne.

## La guerre avecBolkoIerde Jawor
La raison pour laquelle Henri III a fait autant de concessions à Ladislas Ier le Bref était l’invasion lancée par Bolko Ier, le duc de Jawor, pour s’emparer de villes frontalières. En mars 1296, alors qu’en Henri III négociait avec Ladislas Ier le Bref, Bolko s’empare de Chojnów et de Bolesławiec. La guerre se termine en mars 1297, à la suite de la médiation de Venceslas II. Bolko Ier de Jawor abandonne les deux villes conquises.

## Les relations avecVenceslasII
La fin du XIIIe siècle marque un réchauffement des relations entre Henri III de Głogów et les Tchèques. Ainsi, en 1297, Henri III est invité à Prague pour le couronnement de Venceslas II. Les relations avec Ladislas Ier le Bref se détériorent et conduisent à la guerre entre les deux ducs. En juin 1298, à Kościan, Henri III conclut un accord avec André Zaremba, évêque de Poznań et chef de file des opposants à Ladislas Ier le Bref. En échange d’un soutien pour s’emparer de la Grande Pologne, de la Poméranie de Gdańsk et de la couronne de Pologne, il promet d’élargir les privilèges de l’Église et d’offrir le poste de chancelier du royaume à une personne du camp des opposants à Ladislas Ier le Bref. Ce conflit affaiblit les ducs Piasts et sert les intérêts de Venceslas II. Le 23 août 1299, Ladislas le Bref reconnaît Venceslas II comme suzerain. Peu de temps après, Venceslas II envahit la Grande Pologne et expulse Ladislas.

## Le conflit avec son frèreConradIIle Bossu et avec l’évêque de Wrocław
Henri III de Głogów reste passif lors de la conquête de la Grande Pologne et de la Poméranie de Gdańsk par les Tchèques, parce qu’un conflit l’oppose dans son propre duché à l’évêque de Wrocław. Ce conflit a pour origine l’annexion par Henri III, en mars 1299, du duché de Żagań, qui appartenait jusque-là à son frère Conrad II le Bossu. Henri III justifie cette annexion parce que son frère avait obtenu de hautes fonctions au sein de l’Église. Immédiatement, Conrad II rentre pour récupérer son duché mais Henri III ne veut rien entendre et emprisonne son jeune frère. À la suite de l’intervention de nombreux vassaux et hommes d’église (cela a même été jusqu’à l’excommunication), Henri III doit libérer son frère et lui rendre son duché. Le conflit avec l’Église se termine le 24 avril 1300 quand Henri III confirme les privilèges de l’évêque de Wrocław. 

## Le Seigneur du royaume de Pologne
Henri III de Głogów n’a aucune intention de laisser la Grande Pologne lui échapper. En 1301, il se donne le titre de « Seigneur du royaume de Pologne, duc de Silésie, maître de Głogów et de Poznań ». Un conflit armé avec Venceslas II, roi de Bohême, qui s’était fait aussi couronner roi de Pologne, semble de plus en plus inévitable. Henri III se fâche vraiment quand Venceslas prend sous sa protection les fils d’Henri V le Gros après la mort de leur oncle Bolko Ier de Jarow, le 9 novembre 1301. Malgré la tension extrême, la guerre n’éclate pas, Venceslas II étant trop occupé à vouloir faire monter son fils sur le trône de Hongrie. La mort de son frère Conrad II le Bossu, le 11 octobre 1304, lui permet d’annexer sans aucun problème le duché de Żagań. La mort de Venceslas II en 1305, suivie de celle de son fils l’année suivante, rendent Henri III maître de la situation en Grande Pologne.

## Conquête de la Grande Pologne
Au printemps 1306, Henri III de Głogów réussit à s’emparer de la plus grande partie de l’héritage de Przemysl II. Seules lui résistent les zones frontalières avec la Cujavie (avec Konin) et avec la Poméranie de Gdańsk où s’était installé Ladislas Ier le Bref. De même, Kalisz, où s’était retranché Boleslas III le Prodigue (le fils de Boleslas V le Gros), résiste pendant deux ans. Celui-ci ambitionnait de succéder à Venceslas II dont il avait épousé la fille. Une action conjointe d’Henri III et du nouveau roi tchèque ramène à la raison Boleslas le Prodigue.

## Les réalisations d’HenriIIIde Głogów
Il a pu maintenir la paix sur tous ses territoires. En Grande Pologne, il s’est appuyé sur des étrangers, sans doute des Silésiens et des Allemands. À l’époque, c’était une pratique courante. Il a mené une politique de développement économique dans son duché. Il a fait des réformes administratives, judiciaires et monétaires. Il a fondé de nombreuses villes, notamment Góra, Wąsosz, Polkowice, Twardogóra, Sulechów, Zielona Góra, Lubin, Przemęt et Kościan. Il a également fait bâtir des églises et des monastères. Il a encouragé des artistes à mettre en valeur sa propre dynastie. Tombeaux, épitaphes, statues à la gloire de membres défunts de sa famille (Henri IV le Juste, Boleslas Ier le Long, ses frères, ses parents) se trouvent dans la collégiale de Głogów et ont été faits de son temps. C’est aussi à sa demande qu’a été réalisé le tombeau de Przemysl II qui se trouve dans la cathédrale de Poznań.

## Décès et succession
Henri III de Głogów est mort le 9 décembre 1309 et a été inhumé dans l’église cistercienne de Lubiąż. De son mariage avec Mathilde de Brunswick fille de Albert Ier de Brunswick, il a eu cinq fils et quatre filles :
- Henri IV le Fidèle,
- Conrad Ier d’Oleśnica ;
- Jean de Ścinawa ;
- Boleslas d’Oleśnica ;
- Przemko de Głogów ;
- Agnès (1293/1296- † 1361) épouse Othon III de Bavière († 1312) ;
- Salomé (1296/1300- † 1309) ;
- Catherine (1300/1305 - † 1323/1326) épouse avant 1317 le margrave Jean V de Brandebourg († 1317) et ensuite entre 1317 et 1319 le comte Jean III de Holstein († 1359) ;
- Hedwige (1308 – avant décembre † 1309).

Son territoire s’est disloqué après avoir été partagé entre ses fils.